# فلمینگ (دهانه)

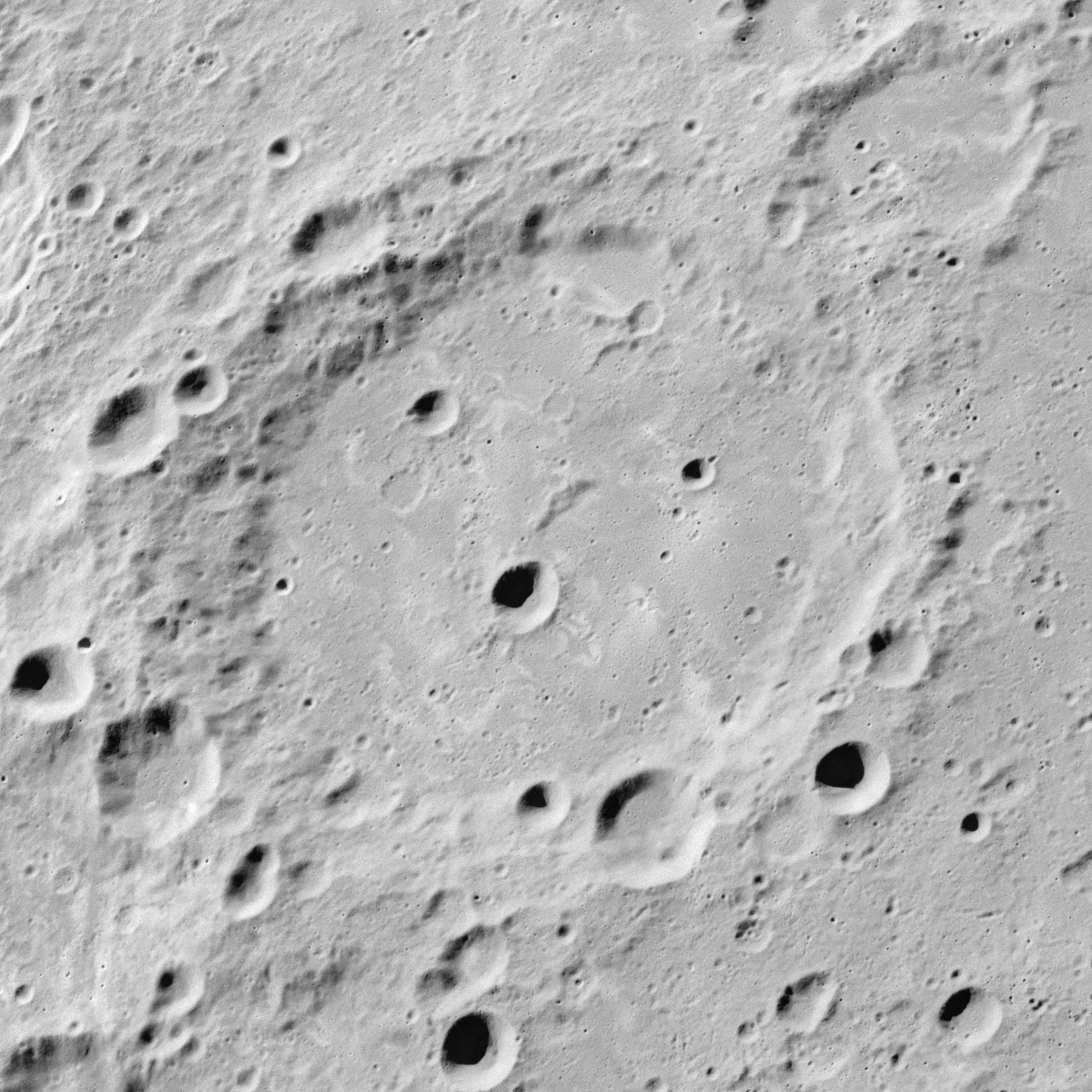
نمای مایل فلمینگ، در سمت دور ماه. شمال در بالا سمت راست است.

فلمینگ یک دهانه برخوردی در ماه‌ است.

## دهانه‌های اقماری
این دهانه ۴ دهانه اقماری دارد.
| Fleming | عرض جغرافیایی | طول جغرافیایی | قطر          |
| ------- | ------------- | ------------- | ------------ |
| Y       | ۱۸.۲° N       | ۱۰۸.۲° E      | ۳۰.۰ کیلومتر |
| D       | ۱۷.۰° N       | ۱۱۴.۰° E      | ۲۵.۰ کیلومتر |
| W       | ۱۸.۰° N       | ۱۰۶.۲° E      | ۵۰.۰ کیلومتر |
| N       | ۱۲.۷° N       | ۱۰۸.۸° E      | ۲۴.۰ کیلومتر |